# 梅甘·舒特
梅甘·舒特（英語：Megan Schutt，1993年1月15日—），澳大利亚女子板球运动员，2012年加入成年国家队。她曾代表澳大利亚国家队参加2022年英联邦运动会板球比赛，获得一枚金牌。